# Johann Gottfried Hoffmann

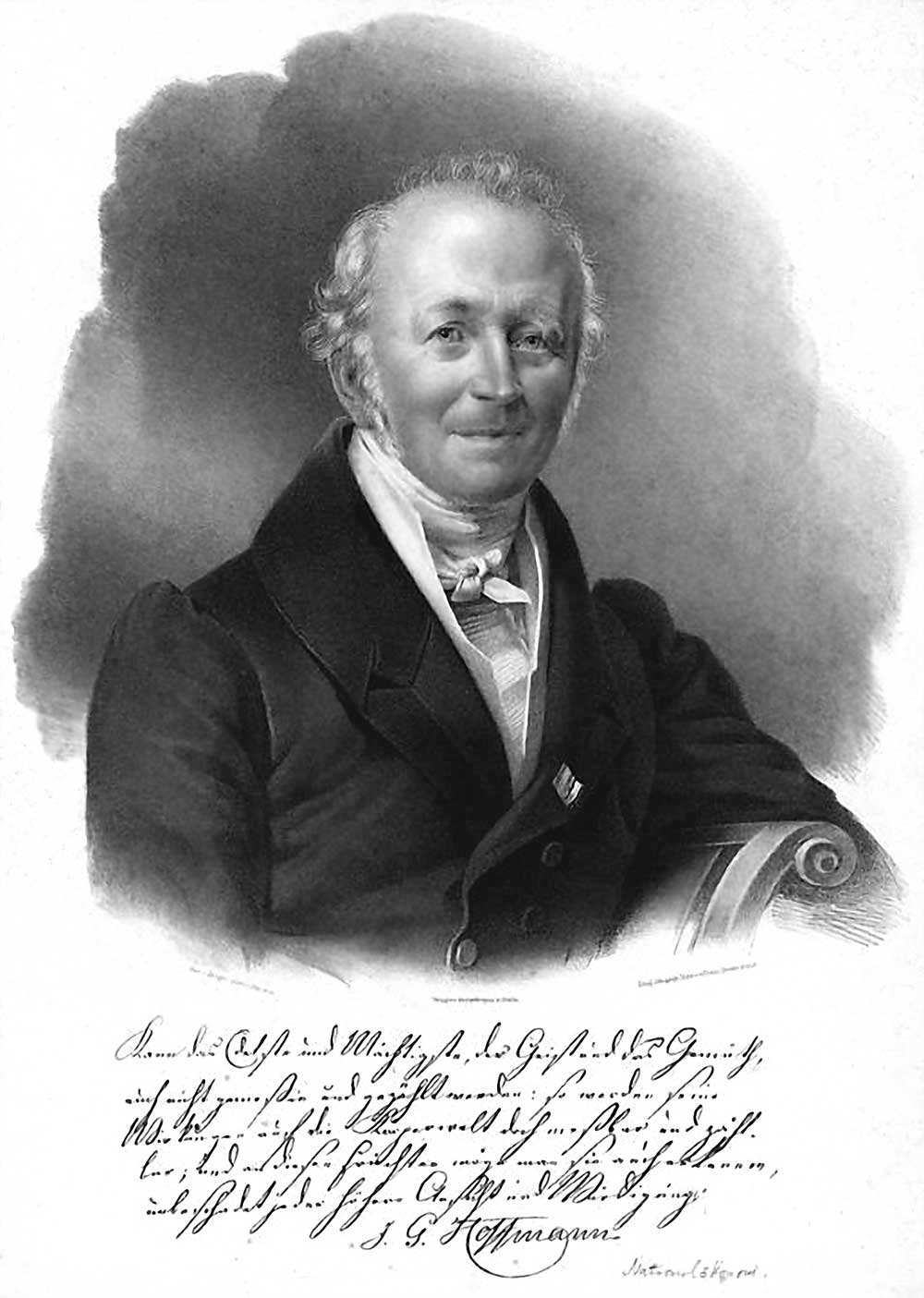
Johann Gottfried Hoffmann, Lithografie von Franz Krüger (1797–1857)

 Johann Gottfried Hoffmann  (* 19. Juli 1765 in Breslau; † 12. November 1847 in Berlin) war ein deutscher Statistiker, Staatswissenschaftler und Nationalökonom.

## Leben
Johann Gottfried Hoffmann studierte an den Universitäten Halle und Leipzig die Rechte, wurde 1788 Hauslehrer in Memel und übernahm 1792 die Administration der Pinnauer Fabrik bei Wehlau, gab diese Stellung aber 1798 wieder auf.
1803 als Bauassessor bei der ostpreußischen Kriegs- und Domänenkammer angestellt, nahm er an den Vorarbeiten zur Gesetzgebung von 1808 teil und erhielt 1807 die ordentliche Professur der praktischen Philosophie und der Kameralwissenschaften an der Universität Königsberg.
1808 wurde er Staatsrat im Ministerium des Innern, 1810 Direktor des von ihm eingerichteten Statistischen Bureaus und Professor der Universität Berlin.
Bei allen Gesetzesvorschlägen für die innere Verwaltung in den Jahren 1811/12 war er beteiligt.
Kurz nach seiner Ankunft in Berlin richtete Staatskanzler Carl Fürst von Hardenberg im Januar 1816 folgendes kurzes Schreiben an Innenminister Friedrich von Schuckmann:
„Der jetzige Geheime Legations Rath Hoffmann wird sich von nun an ausschließlich mit der Leitung des statistischen Büreaus und den ihm als vortragender Rath bei der dritten Section des Königl. Ministerii der auswärtigen Angelegenheiten obliegenden Arbeiten beschäftigten. Da derselbe dem gemäß auch die an ihn ergangene Aufforderung der hiesigen Universität, an ihren Arbeiten Theil zu nehmen, bereits ablehnend beantwortet hat, so ersuche ich Ew. Excellenz hiermit ergebenst, ihn nunmehr auch von der, ihm früher übertragenen Professur gefälligst entbinden zu wollen.“
Aus dem Ministerium der Auswärtigen Angelegenheiten schied er 1821 aus, um in sein akademisches Lehramt zurückzukehren.
Hoffmann war Mitglied der Gesetzlosen Gesellschaft zu Berlin. 1832 wurde er als ordentliches Mitglied in die Preußische Akademie der Wissenschaften aufgenommen. Seit 1843 war er korrespondierendes Mitglied der Russischen Akademie der Wissenschaften in Sankt Petersburg.
Nachdem er 1838 wegen vorgerückten Alters seine Entlassung genommen hatte, starb er am 12. November 1847.

## Schriften
- Übersicht der Bodenfläche und Bevölkerung des preußischen Staats (1818)
- Beiträge zur Statistik des preußischen Staats (1821) Digitalisat
- Die Wirkungen der asiatischen Cholera im preußischen Staat während des Jahrs 1831 (1833)
- Die Lehre vom Geld (1838)
- Die Lehre von den Steuern (1840)
- Sammlung kleiner Schriften staatswirtschaftlichen Inhalts (1843)
- Nachlaß kleiner Schriften staatswissenschaftlichen Inhalts (das. 1847)